# Ильин, Григорий Фёдорович
Григо́рий Фёдорович Ильи́н (24 января 1914, Ростов-на-Дону — 15 октября 1985, Москва) — советский историк-индолог, доктор исторических наук, старший научный сотрудник Института востоковедения АН СССР, исследователь истории древней Индии, особенностей древнеиндийского рабства.

## Биография
Григорий Фёдорович Ильин родился в Ростове-на-Дону в семье рабочего. Родители погибли, шестеро их детей стали воспитанниками детских домов. Григорий Ильин окончил ФЗУ, работал на заводе, учился в военной школе авиатехников по комсомольской путевке, служил в ВВС РККА. Был серьезно болен туберкулезом. Окончив рабфак в 1937 г., поступил на исторический факультет МГУ. В 1941 г., окончив университет, пошел на военный завод. Был эвакуирован в Нижний Тагил, получил травму при погрузке оборудования, потерял ногу, у него обострился туберкулез. После выздоровления стал работать в школе.
После войны в аспирантуре МГУ изучает санскрит у профессора М. Н. Петерсона. В 1947 г. под руководством И. М. Рейснера защищает кандидатскую диссертацию «О некоторых особенностях рабства в Индии в эпоху Маурьев». В 1947—1953 гг. преподает в Высшей дипломатической школе МИД СССР историю Индии и Ирана. В 1952 г. становится научным сотрудником Института истории АН СССР. В 1953—1985 гг. работал в Институте востоковедения АН СССР. С 1956 г. — старший научный сотрудник. В 1970 г. защитил докторскую диссертацию «Основные проблемы истории древней Индии».

## Научная деятельность
Сфера научных интересов — история древней Индии, рабство в древней Индии, социальная структура древнеиндийского общества.
Впервые тематика, связанная с древнеиндийским рабством, была отражена в кандидатской диссертации «О некоторых особенностях рабства в Индии в эпоху Маурьев», основное содержание которой было раскрыто в его статьях в «Вестнике древней истории» в начале 50-х годов. Не подвергая сомнению, концепцию рабовладельческого строя на Древнем Востоке, исследователь считал, что варна шудр не является классом, так как их социально-экономическое положение могло сильно отличаться. Численность рабов в Индии не было значительным, по крайней мере, в основных отраслях производства. Многочисленные категории рабов — даса — имели разные формы зависимости. Некоторые из них не могли быть рабами, поскольку владели средствами производства и были правоспособны. Эти особенности древнеиндийского рабства автор связывал с его неразвитостью. Являясь одним из авторов «Всемирной истории», Ильин отчасти занял компромиссную позицию, не отрицая рабовладельческой сути древнеиндийского общества, но настаивая на его незрелом характере.
В небольшом исследовании «Древний индийский город Таксила» (1958) автор описывает историю этого поселения в северо-западной Индии в междуречье Инда и Джелама от возникновения древнейшего городища в VI в. до н. э. до его разрушения гуннами в V в. н. э. В этот регион в разное время приходили персы, греки, саки, парфяне, кушаны, гунны-эфталиты. Отдельные территории входили в состав персидской империи Ахеменидов, греко-македонской империи Александра, Греко-бактрийского царства. Город Таксила как экономический и культурный центр играл важную роль в административной системе этих государств. Автор подчеркивает важность изучения истории города с точки зрения исследования взаимодействия культур разных народов и индийской культуры.
Рецензент труда В. Н. Никифорова «Восток и всемирная история».

## Основные работы

### Монографии
- Старинное индийское сказание о героях древности «Махабхарата». М.: Изд-во АН. 1958. 141 с.
- Древний индийский город Таксила. М.: ИВЛ. 1958. 82 с.
- Религии Древней Индии. М.: Изд-во АН. 1959. 48 с.
- Древняя Индия. Исторический очерк. М., Наука. 1969. 736 с.
- Индия в древности. М.: Наука. 1985. 758 с. (соавт. Бонгард-Левин Г. М.)

### Статьи
- Вопрос об общественной формации в древней Индии в советской литературе (по поводу книги А. Осипова «Краткий очерк истории Индии до X века») // ВДИ. 1950. № 2. С. 174—178.
- Шудры и рабы в древнеиндийских сборниках законов // ВДИ. 1950. № 2. С. 94-107.
- Особенности рабства в древней Индии // ВДИ. 1951. № 1. С. 33-52.
- Всемирная история. Т. 1. М.: Политиздат, 1955; Т. 2. М.: Политиздат, 1956. (6 авторских разделов)
- Основные проблемы истории древней Индии // История и культура Древней Индии. М., 1963. С. 118—161.
- Классовый характер древнеиндийского общества // Проблемы докапиталистических обществ в странах Востока. М., 1971. С. 147—189.
- Рабство и древний Восток // НАА. 1973. № 4. С. 51-60.
- Южная Индия в древности // История древнего Востока. М., 1979. С. 340—379. (соавт. А. А. Вигасин)
- Проблема рабства в древней Индии // Узловые проблемы истории Индии. М., 1981. С. 64-95.
- История древнего мира. В 3-х книгах. М., 1982. (4 раздела)
- Древневосточное общество и проблемы его социально-экономической структуры // ВДИ. 1983. № 3. С. 13-38.
- Индия // История народов Востока и Центральной Азии с древнейших времен до наших дней. М., 1986. С. 130—159[6][2].